# VHF-Band I
Das VHF-Band I (kurz: Band I) ist die Bezeichnung für den Frequenzbereich im VHF-Bereich zwischen 47 und 68 Megahertz (MHz).

## Verwendung
In der Vollzugsordnung für den Funkdienst der Internationalen Fernmeldeunion ist das Band I neben anderen Funkdiensten dem Rundfunkdienst zugewiesen, laut den Frequenznutzungsplänen von Deutschland und Österreich wird dieses Band jedoch nicht mehr für Fernsehrundfunk genutzt.
Früher belegten die analog-terrestrischen Fernsehkanäle 2, 3 und 4 diesen Frequenzbereich. Durch die im Vergleich zu anderen Fernsehbändern niedrigen Frequenzen und die damit einhergehende stärkere Beugung der Signale an Hindernissen war es möglich, größere Gebiete mit wenigen Sendern zu versorgen. Nachteilig hingegen war die höhere Störanfälligkeit durch gelegentliche Überreichweiten bis zu 2000 km, wie bei der Bildung von Sporadic-E-Schichten.
Heutzutage findet das VHF-Band I Verwendung für die Verbreitung von Kabelfernsehen, sowie je nach Ausbaustatus auch für die Rückkanäle (5 bis 65 MHz) für Kabelinternet und Telefonie.

## Geschichte

### Deutschland
Da die BRD und die DDR das gleiche CCIR-Kanalraster verwendeten, war es möglich mittels einer umgangssprachlichen Ochsenkopfantenne das Programm der ARD vom gleichnamigen Sender auf Kanal 4 ebenfalls in großen Teilen Ostdeutschlands zu empfangen.
In Deutschland wurde der Sendebetrieb auf Band I im November 2008 mit der Abschaltung des Senders Ochsenkopf (Kanal 4) endgültig eingestellt. Die VHF-Band-I-Sender Biedenkopf (Kanal 2), Kreuzberg (Kanal 3), Grünten (Kanal 2), Raichberg (Kanal 4), Flensburg (Kanal 4) und Göttelborner Höhe (Kanal 2) wurden bereits 2006 und 2007 im Rahmen der Umstellung auf DVB-T abgeschaltet.
Für alle Sender, die das VHF-Band I benutzten, waren Ersatzkanäle im UHF-Band V (Dezimeterwelle) vorgesehen. Da diese allerdings eine deutlich geringere Reichweite haben, wurden nur wenige der Ersatzkanäle auch eingesetzt (z. B. Kanal 55 am Sender Steinkimmen oder Kanal 53 am Fernmeldeturm Calau). Zahlreiche Ersatzkanäle wurden anderweitig verwendet, so wurde etwa der ursprünglich für den Sender Ochsenkopf vorgesehene Kanal 60 in Würzburg für RTL Television eingesetzt.

### Belgien
In Belgien sendete RTBF 1 vom Sender Lüttich auf Kanal 3 mit 100 kW bis zur Umstellung auf DVB-T im März 2010. Aufgrund der exponierten Lage des Sendeturms und der großen Ausgangsleistung reichte das Sendegebiet deutlich nach Deutschland und in die Niederlande hinein.

## Analoge Fernsehkanäle
Übersicht der analogen Fernsehkanäle im VHF-Band I nach CCIR-Norm (Frequenzangaben in MHz):
| Kanal | Kanalgrenzen | Bildträger | Tonträger |
| ----- | ------------ | ---------- | --------- |
| 1     | 41 … 47      | —          | —         |
| 2     | 47 … 54      | 48,25      | 53,75     |
| 2A    | 48,5 … 55,5  | 49,75      | 55,25     |
| 3     | 54 … 61      | 55,25      | 60,75     |
| 4     | 61 … 68      | 62,25      | 67,75     |

### Kanal 1
Kanal 1 wurde zwar in den 1930ern definiert, aber nie benutzt, da der untere Bereich zunächst für Frequenzmodulierten Hörfunk verwendet werden sollte. Diese Pläne wurden aber nie verwirklicht, da für FM-Radio stattdessen der VHF-Band II zugewiesen wurde. Trotz dieser Änderung fangen TV-Empfänger erst mit Kanal 2 an.

### Kanal 2A
Außerhalb des üblichen Rasters existierte der versetzte Kanal 2A, der in Österreich vom ORF am Sender Jauerling (bei St. Pölten) bis zur Umstellung des Senders auf DVB-T verwendet wurde. Der Frequenzversatz des Kanals 2A vermied gegenseitige Störungen mit einem frequenzähnlichen TV-Sender nach OIRT-Norm in Ungarn. Kanal 2A liegt 1,5 MHz über der Frequenz des Kanal 2.